# Наш вибір
Видання «Наш вибір» є інформаційним порталом, що зосереджується на публікації матеріалів про Україну, Польщу та світ. Портал заснований в 2011 році та став одним з провідних джерел інформації для українців у Польщі. Засновником є фонд «Наш Вибір» (від 2022 року Фонд «Український дім»).

## Історія
1 липня 2011 року фонд розпочав реалізацію проєкту «Інформаційні ресурси для мігрантів з України в Польщі», яка ознаменувалася виходом щомісячника «Наш вибір». Перша головна редакторка видання — Тетяна Роднєнкова (Левінська), а з 2012 року — Мирослава Керик. Тоді ж створено інтернет-сторінку www.naszwybir.pl, її редакторкою стала Олена Литвиненко, пізніше Ірина Полець, а з 2014 року — Оксана Кузьменко. Друковане видання розпочиналося з 12 сторінок і накладу в 1500 примірників, а згодом виросло до 20 сторінок і удвічі більшого тиражу. Видання було безплатним  і роздавалось у місцях, де найчастіше збирались українські мігранти у різних містах Польщі. У перших публікаціях щомісячника можна було знайти такі рубрики «Тема номера», «Події», «Вісті з України», «Культура і спорт», «Освіта і навчання», проте найбільше уваги видання приділяло питанням легалізації, пояснювало такі речі, як PESEL чи PIT. Веб-портал, який спочатку дублював паперове видання, поступово розширювався і став подавати не лише матеріали щомісячника (зазвичай у розширеній версії), але й свіжу інформацію про події, оголошення, відеоматеріали.
В грудні 2021 року вийшов 96 номер видання, де підбивалися підсумки року. Тоді ж було ухвалено рішення, що друковане видання більше не виходитиме. Надалі всі матеріали публікувалися лише на сторінках веб-порталу.
15 грудня 2022 року вийшов спеціальний друкований випуск видання «Наш вибір», створений у співпраці Українського дому у Варшаві з дослідницьким інститутом Wise Europa, під назвою «Гостинна Польща 2022+». Переглянути архів друкованого видання можна на сайті в розділі «Архів газети».
Зараз видання «Наш вибір» працює лише у форматі веб-порталу. На сайті щоденно публікуються новини українсько-польських відносин, поради для мігрантів, інтерв'ю, аналітика та огляди найбільш актуальних питань для України і Польщі, анонси культурних подій та освітні й мистецькі можливості.
На сайті можна знайти, зокрема, тексти таких авторів, як: Петро Андрусечко, Олена Бабакова, Марія Золкіна, Ольга Попович, Юліана Скібіцька, Олексанр Шевченко, Олександра Іванюк та інші. У виданні публікувались також тексти Петра Тими, Анети Примаки-Онішк чи Ізи Хруслінської.

## Редакція видання «Наш вибір»
Головна редакторака сайту — Оксана Кузьменко
Команда видання — Дар'я Лобанова, Анастасія Верховецька, Ольга Попович
Переклад польською — Славомір Савчук